# Реслманія VIII
«Реслманія» (англ. «WrestleMania», в хронології відома як «Реслманія VIII») була восьмою Реслманією в історії. Шоу проходило 5 квітня 1992 року у Індіанаполісі, Індіана в Хузьер Будинок. Це єдина Реслманія в якій всі матчі коментували Горила Монсун і Боббі Хінан. Так само це була остання Реслманія в якій Монсун був коментатором.
Реба МакЕнтайр виконала перед шоу «America the Beautiful».
Це була перша Реслманія для Ріка Флера.